# 49e cérémonie des International Emmy Awards
La 49e cérémonie des International Emmy Awards a eu lieu le 22 novembre 2021 à la Casa Cipriani, New York et récompensera les meilleurs programmes de télévision non américains et le contenu en langue non anglaise produits pour la télévision américaine au cours de la période allant du 1er janvier au 31 décembre 2020.
Les nominations ont été annoncées le 23 septembre 2021. Les nominations aux prix de cette année comprennent 44 productions dans 11 catégories et un nombre record dans 24 pays.
La cérémonie de cette année a été présentée par Yvonne Orji avec un casting de présentateurs comprenant Vanessa Williams, Aidan Quinn, Brian d'Arcy James, Method Man, Piper Perabo, Emeraude Toubia, Wilson Cruz, Felipe Santana et Angélica. L'ancienne star de la NBA, Dirk Nowitzki, remettra l'International Emmy Directorate Award à Thomas Bellut, directeur général de la chaîne publique allemande ZDF.
La cérémonie de 2021 sera diffusée en direct sur le site Web de l'Académie internationale (iemmy.tv) à partir de 19h, heure de l'Est.

## Admissibilité
Les candidatures pour les 49e International Emmy Awards ont été ouvertes pour toutes les catégories le 9 décembre 2020 et clôturées le 17 février 2021.

## Palmarès
| Meilleure série dramatique | Meilleure série comique |
| --- | --- |
| - Aarya (Inde) (Ram Madhvani Films/Endemol Shine Group) - El presidente (Chili) (Gaumont/Amazon Studios) - Tehran (Israël) (Donna Productions/Paper Plane Productions) - There She Goes (Royaume-Uni) (Merman Television)                                     | - Dix pour cent (France) (France Télévisions/Netflix) - Motherland (Royaume-Uni) (Merman/Twofour/Lionsgate) - Promesas de Campaña (Colombie) (TeleColombia/Claro Video) - Vir Das: For India (Inde) (Weirdass Comedy/Netflix)                                                                     |
| Meilleur acteur | Meilleure actrice |
| - Roy Nik dans Normali (Israël) (Dori Media/HOT) - Nawazuddin Siddiqui dans Serious Men (Inde) (Netflix) - Christian Tappan dans El robo del siglo (Colombie) (Dynamo/Netflix) - David Tennant dans Des (Royaume-Uni) (New Pictures/ITV)                      | - Valeria Bertuccelli dans El cuaderno de Tomy (Argentine) (Pampa Films/Netflix) - Ane Gabarain dans Pátria (Espagne) (HBO Europe/Alea Media) - Hayley Squires dans Adult Material (Royaume-Uni) (Fifty Fathoms) - Menna Shalabi dans Every Week Has A Friday (Egypte) (Shahid/Meem/Film Factory) |
| Meilleur film pour la télévision ou une mini-série | Meilleure telenovela |
| - Atlantic Crossing (Norvège) (Cinenord/Beta Film/NRK) - Des (Royaume-Uni) (New Pictures/ITV) - It's Okay to Not Be Okay (Corée du Sud) (tvN) - Todas as Mulheres do Mundo (Brésil) (Globoplay)                                                               | - Amor de Mãe (Brésil) (TV Globo) - Quer o Destino (Portugal) (Plural Entertainment/TVI) - The Song of Glory (Chine) (Tencent Video) - A Quest to Heal (Singapour) (Channel 8/MediaCorp) |
| Meilleur programme artistique | Meilleur documentaire |
| - Emicida: Amarelo - É Tudo Pra Ontem (Brésil) (Netflix) - Kubrick by Kubrick (France) (Temps Noir/Telemark/ARTE) - Romeo and Juliet: Beyond Words (Royaume-Uni) (Footwork Films) - Kabuki Actors' Anguish – Is Entertainment Nonessential? (Japon) (Fuji TV) | - Cercados (Brésil) (Globoplay) - Hope Frozen: A Quest to Live Twice (Thaïlande) (2050 Productions/Netflix) - They Call Me Babu (Pays-Bas) (Pieter van Huystee Film) - Toxic Beauty (Canada) (White Pine Pictures)                                                                                |
| Meilleure série courte | Meilleur programme de divertissement sans script |
| - Beirut 6:07 (Liban) (Shahid/Imagic) - Diário de Um Confinado (Brésil) (Globoplay) - Gente hablando (Espagne) (Set Màgic/Atresmedia) - INSiDE (Nouvelle-Zélande) (Luminous Beast)                                                                            | - Da's Liefde! (Belgique) (Shelter) - I-Land (Corée du Sud) (CJ ENM/Mnet) - ¿Quién es la Máscara? (Mexique) (Televisa/EndemolShine) - The Masked Singer (Royaume-Uni) (Bandicoot Scotland/ITV) |
| Meilleur programme américain aux heures de grande écoute en langue non anglaise | |
| - 21st Annual Latin Grammy Awards (États-Unis) (Univision/The Latin Recording Academy) - A Tiny Audience (États-Unis}) (HBO/DirecTV) - COVID-19 Adaptarnos o morir (États-Unis) (WAPA) - 32nd Lo Nuestro Awards (États-Unis) (Univision)                      | |